# Pontiacs Oorlog
Pontiacs Oorlog was een poging van de oorspronkelijke bevolking van de Grote Merenregio in Noord-Amerika om de Europeanen uit het gebied te verdrijven. Er bestond niet iets zoals een indianenstaat, het was een spontane oproer tegen de bezetter. De meest inspireerde leider was Chief Pontiac van de Ottawa-indianen.

## Achtergrond
Tijdens de Franse en Indiaanse Oorlog (1754-1763) maakten de Britten en de Fransen gebruik van de lokale bevolking om oorlog te voeren. Met de Vrede van Parijs (1763) verloren de Fransen hun kolonie Nieuw-Frankrijk aan de Britten. De Britten hadden een totaal andere houding ten opzichte van de indianen dan de Fransen, het gevoel van respectloosheid overheerste. Jeffrey Amherst, hoofd van het Britse leger in Noord-Amerika, had een afkeer voor de indianen en vond dat zij zich moesten aanpassen aan de Britse wetten.

## Oorlog
De aanval van Chief Pontiac op het Fort Detroit was het begin van de oorlog. Eenmaal dat de Britten het fort overgenomen hadden van de Fransen, verminderden de Engelsen de gebruikelijke giften, zoals buskruit, rum en andere goederen. De relatie verzuurde en leidde tot een opstand geleid door Chief Pontiac. Het verzet verspreidde zich als een lopend vuurtje. In een mum van tijd werden acht andere forten veroverd. Jeffery Amherst werd verantwoordelijk gesteld voor de opstand en vervangen door Thomas Gage. William Johnson werd aangesteld om onderhandelingen op te starten, wat resulteerde in het verdrag van Fort Niagara in 1764. Hierbij werd de Royal Proclamation of 1763 bevestigd, de erkenning van wat men het indianenreservaat noemt, een eigen land. Schermutselingen bleven aanmodderen tot Chief Pontiac op 25 juli 1766 een vredesakkoord tekende.

## Vervolg
Sommige kolonisten konden zich niet neerleggen bij het feit, dat met de Vrede van Parijs, Nieuw-Frankrijk, nu Brits, door de Royal Proclamation of 1763, nu verboden terrein werd.